# 景山梨彩
景山 梨彩（かげやま りさ、1987年8月3日 - ）は、日本の女性声優、韓国語翻訳家。東京都出身。Rush Style所属。旧芸名は華山梨彩（かやま りさ）。
父親はシンガーソングライターの影山ヒロノブ。ダンサー、コレオグラファー、シンガーソングライターの景山菜奈は実妹。

## 略歴
父親の職業柄、中学1年生から高校3年生まで演劇部に所属していた。大学でも演劇学を専攻しており、自然や演劇、声を使う仕事に興味を持ち、声優を目指す。舞台女優やアナウンサーの道も考えたという。また、10年間は韓国語を勉強しており、延世大学語学堂に留学経験がある。
2016年10月20日よりスペースクラフトからRush Styleに移籍。それに伴い、芸名を「華山梨彩」から、本名の「景山梨彩」に改名。

## 人物
趣味にはロードバイクと読書をそれぞれ挙げている。ロードバイクは、父の影響で始めたという。
尊敬する声優に速水奨（自身が所属するRush Styleの代表）と小野健一を挙げている。
前述の通り、過去に韓国語を勉強していたことから韓国産ゲーム等の日本語翻訳にも携わる。メインキャストとして出演した『僕の彼女は人魚姫!?』『狐が僕を待っている』ではシナリオ翻訳のスタッフとしてもクレジットされている。「ハングル」能力検定試験1級、TOPIK6級を所持。2018年8月に開設したYouTubeチャンネルでは、日本語を用いず韓国語のみを話し、日本のことを紹介する内容となっており、妹の菜奈もK-POPをカバーするYouTubeチャンネルを開設している。
アスリートフードマイスター3級の資格を持っている。

## 出演
太字はメインキャラクター。

### テレビアニメ
2012年
- 坂道のアポロン（川渕康太）
- 戦国コレクション（工場職員3、旅行会社の社員）

2013年
- とある科学の超電磁砲S（女子）
- WHITE ALBUM2（女子生徒B）

2014年
- ロボカーポリー（アンディ）

2017年
- 銀の墓守り（女生徒A、秘書）
- ブラッククローバー（2017年 - 2020年、レッカ、ピム、ゴーシュ〈11歳・少年〉、若いシスター）

### OVA
- 乙女はお姉さまに恋してる 2人のエルダー THE ANIMATION（2012年、皆瀬初音[14]）

### ゲーム
- フェアリーフェンサー エフ（2013年、妖聖）
- クイズRPG 魔法使いと黒猫のウィズ（2015年、ベアトリーゼ・テルラ）
- 高円寺女子サッカー3 〜恋するイレブン いつかはヘブン〜（2016年、安藤ぐぐる）
- 僕の彼女は人魚姫!?（2016年、凛[15]）
- デッドエンド99%（2017年、月世[16]）
- ファイトリーグ（2018年、猫磨 つづみ、VVクリッパー[17]）
- 狐が僕を待っている（2020年、カリン[18][19]）
- DCスーパーヒーローガールズ ティーンパワー（2021年）

### ドラマCD
- 快盗天使ツインエンジェル　Vol.4（女子高生2）
- じみちょす のうそん部顛末記（木乃井子）
- 学研『VOICE MEDIA』付録・声優が読む百人一首朗読CDオリジナルドラマ「百人一首絵巻」

### 吹き替え
- ジグザグキッドの不思議な旅（ノノ〈幼少期〉）
- マーダー・ミステリー

### CM
- 特命戦隊ゴーバスターズ サウンドトラックCD

### インターネットラジオ
- ロカドルプロモーション アイドル庁ラジオ局（紫乃良子[20] 役）

### インターネットテレビ
- COSEN Presents　おきつね広報局（2018年 - 、YouTube COSENチャンネル）

### その他コンテンツ
- パチスロ エイリヤンエボリューション（2017年、響アリエル[21]）
- ラジオドラマ　末ながく、お幸せに（2017年、愛弥[22]）

## ディスコグラフィ

### キャラクターソング
| 発売日         | 商品名                                                          | 歌                                                           | 楽曲                   | 備考                                           |
| -------------- | --------------------------------------------------------------- | ------------------------------------------------------------ | ---------------------- | ---------------------------------------------- |
| 2019年11月28日 | -                                                               | 衣音（渕上舞）、ぺた子（洲崎綾）、凛（景山梨彩）             | 「夏幻」               | ゲーム『僕の彼女は人魚姫!?』オープニングテーマ |
| 2019年11月28日 | -                                                               | 衣音（渕上舞）、ぺた子（洲崎綾）、凛（景山梨彩）             | 「君に伝えたいこと」   | ゲーム『僕の彼女は人魚姫!?』エンディングテーマ |
| 2020年4月16日  | 狐が僕を待っている特装版同梱 オープニング・エンディングテーマCD | シュア（宮崎珠子）、ミミル（中村カンナ）、カリン（景山梨彩） | 「狐弓」               | ゲーム『狐が僕を待っている』オープニングテーマ |
| 2020年4月16日  | 狐が僕を待っている特装版同梱 オープニング・エンディングテーマCD | シュア（宮崎珠子）、ミミル（中村カンナ）、カリン（景山梨彩） | 「切り拓け二人の世界」 | ゲーム『狐が僕を待っている』エンディングテーマ |

## 翻訳

### ゲーム
- 僕の彼女は人魚姫!?（2016年） - シナリオ翻訳
- デッドエンド99%（2017年） - シナリオ翻訳
- 狐が僕を待っている（2020年）  - シナリオ翻訳